# Adam Kolawa
Adam Kazimierz Kolawa (ur. 25 czerwca 1957, zm. 26 kwietnia 2011) – polsko-amerykański informatyk, szef i współzałożyciel firmy Parasoft, wytwarzającej narzędzia rozwoju aplikacji.
Absolwent AGH oraz Uniwersytetu Jagiellońskiego. W 1982 r. wyemigrował do USA, gdzie obronił doktorat z fizyki w California Institute of Technology (Caltech). W 1987 r. z przyjaciółmi z Caltech założył Parasoft. W ramach swojej pracy w Parasofcie zdobył 20 patentów na techniki informatyczne, które opracował. Zmarł nagle.